# Rivarolo Ligure

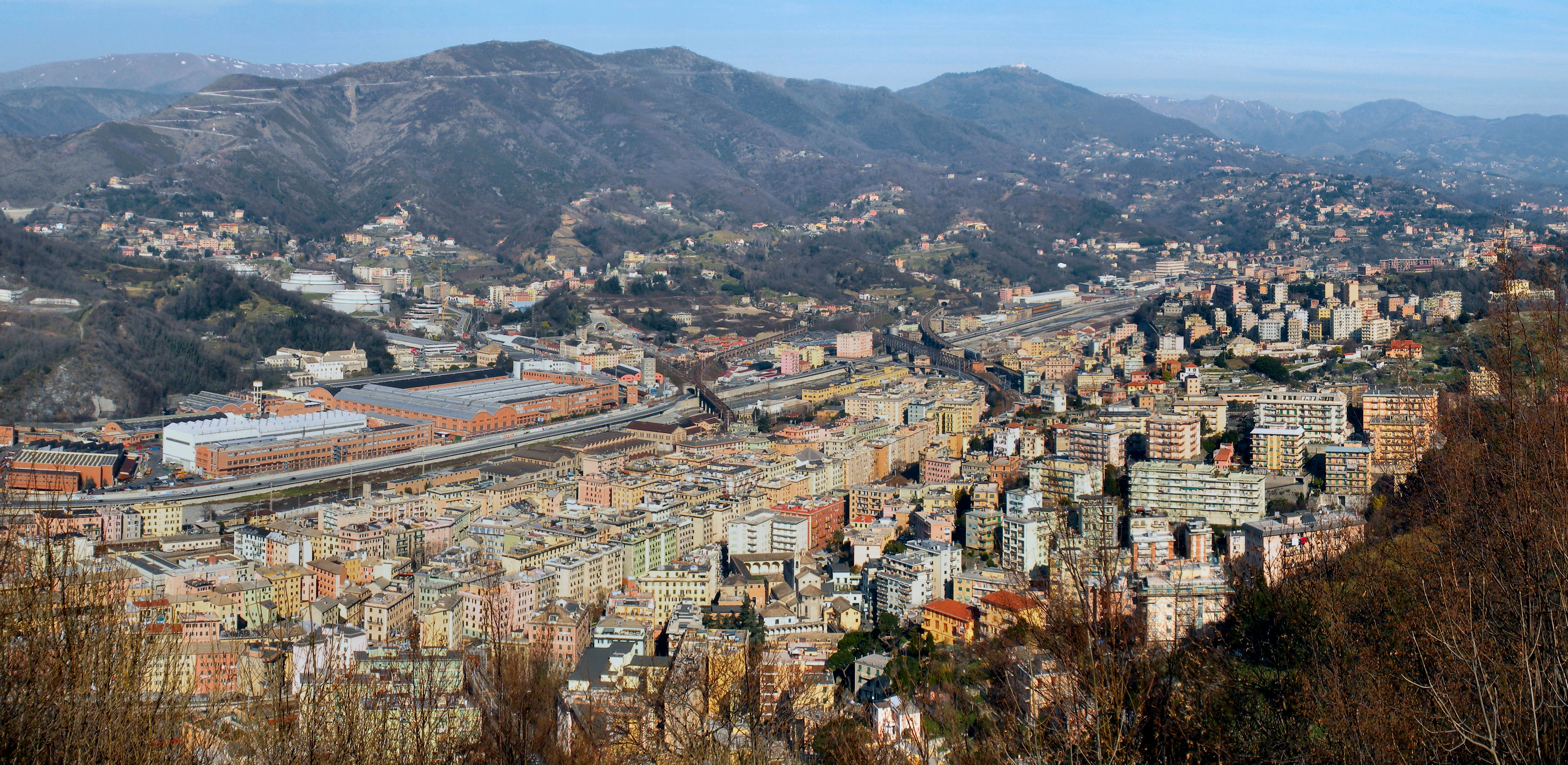
Kernstadt von Rivarolo mit Bahnlinien im Tal, aufgenommen vom Bergrücken des Forte Crocetta oberhalb der Metrostation Brin (2012)

Metrolinie Rivarolo-Brin–Dinegro unter dem Stadtviertel Belvedere

Rivarolo Ligure, auch einfach Rivarolo genannt, ist ein Stadtviertel von der italienischen Hafenstadt Genua. In der Vergangenheit als Industriegebiet genutzt, ist es heute ein dicht besiedeltes Wohnviertel an der nordwestlichen Peripherie der Großstadt.
Rivarolo gehört verwaltungstechnisch zum Munizip V Valpolcevera und besteht seinerseits aus den Ortsteilen Borzoli Est, Rivarolo, Certosa, Teglia, Begato, Fegino und Trasta die in ihrer Gesamtheit eine Einwohnerzahl von 34.674 erreichen.

## Geschichte
Bis 1926 war Rivarolo eine eigenständige Kommune, als es in das Groß Genua einbezogen wurde. Davor war es vor allem ein wichtiger Knotenpunkt der Bahnlinien in Richtung Mailand und in Richtung Alessandria, mit den Bahnstrecken der Linie Genua-Turin; die Nebenbahn Genua–Asti durch den Apennin zweigt hier von der Strecke der Hauptbahn im Val Polcevera ab. Die Metro in Genua (Metropolitana di Genova) aus Richtung des alten Hafens endet seit 1990 in der oberirdischen Station Brin.
Die bedeutendsten Sehenswürdigkeiten des Viertels sind die Kirche Santa Maria Assunta aus dem 12. Jahrhundert und die Burg Foltzer, die heute als Gemeindebibliothek dient. Daneben befindet sich in dem kleinen Dorf Garbo das Museo ligure di storia e cultura contadina (deutsch: Ligurisches Museum der Geschichte und Kultur des Bauernstandes). Rivarolo verfügt über ein kleines Krankenhaus (Celesia).
In Rivarolo sind unter anderem die Schauspielerin Lyda Borelli, der Partisanenführer Aldo Gastaldi und der Maler Enrico Castello geboren.

## Siehe auch

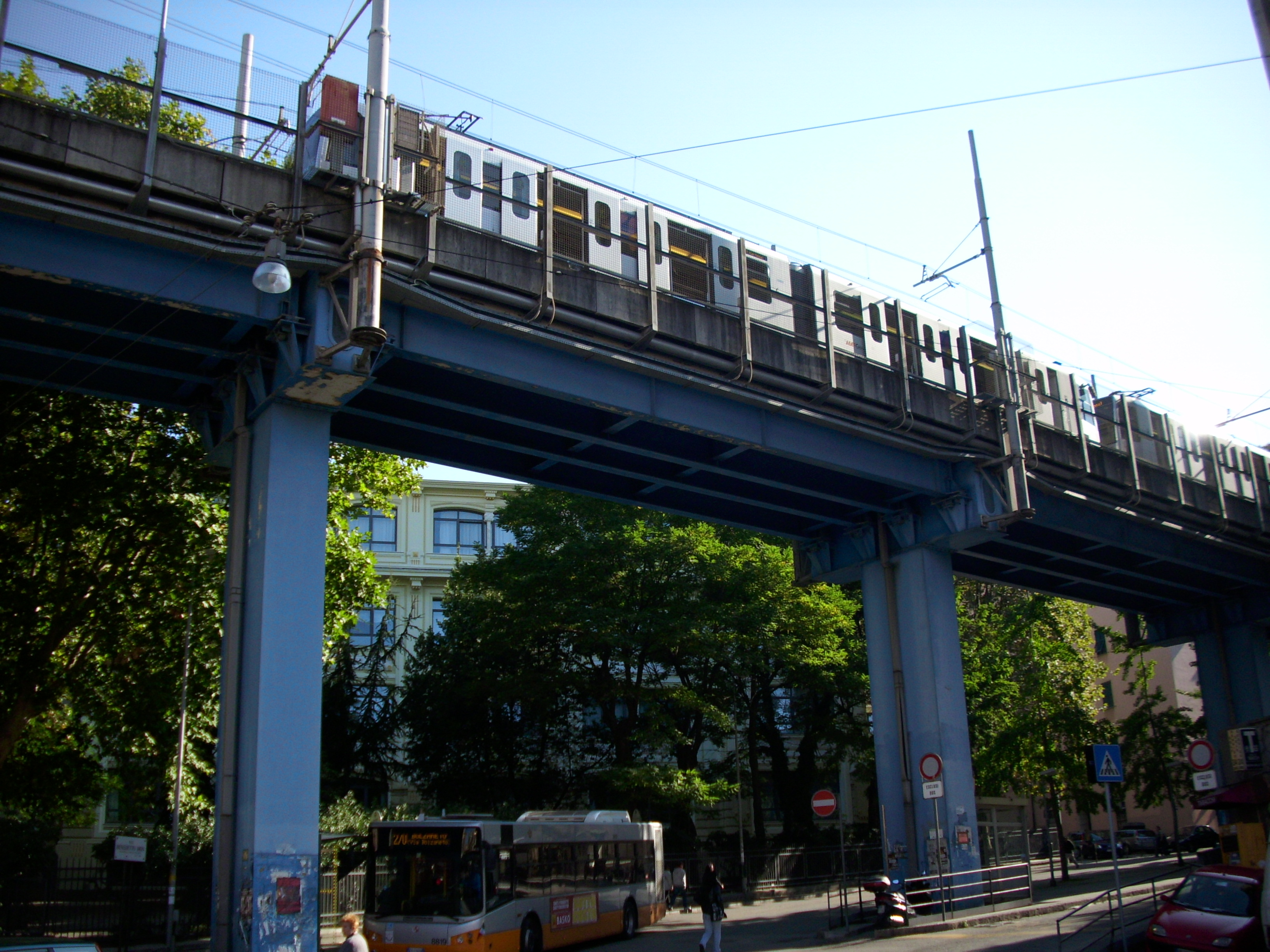
Brin Metrostation am Ende der Tunnelstrecke